# Scarus ferrugineus
Scarus ferrugineus – gatunek ryby promieniopłetwej z rodziny skarusowatych (Scaridae). Żyje w wodach tropikalnych zachodniego Oceanu Indyjskiego, w Morzu Czerwonym i Zatoce Perskiej (poza jej północną częścią) na głębokościach 1–60 m. Osiąga do 41 cm długości.